# 紀元節
紀元節是日本祝祭日中四大節（紀元節、四方節、天長節、明治節）其中之一，第二次世界大戰結束後被廢除，其後改為日本建國紀念日。日期定於新曆2月11日。

## 緣由
紀元節即日本建國之日，其來源是根據日本書紀中神武天皇即位之日：辛酉年（目前多指前660年）1月1日（日本古曆），以紀念大和朝廷的建立，由於日本紀元在此日開始，因此名為紀元節。1872年12月15日（古曆明治5年11月15日）明治天皇政府太政官公佈把農曆1月1日定為紀元節，1873年1月1日日本改用太陽暦，因此該年紀元節定於太陽暦1月29日，即古曆1月1日。

## 發展
第二次世界大戰結束後，在美國監管下，日本修改憲法，紀元節被廢除。1966年則以建國紀念日之名重新設立，並為日本法定假期。